# Resolució 1178 del Consell de Seguretat de les Nacions Unides
La Resolució 1178 del Consell de Seguretat de les Nacions Unides fou adoptada per unanimitat el 29 de juny de 1998. Després de reafirmar totes les resolucions passades sobre la situació a Xipre, el Consell va ampliar el mandat de la Força de les Nacions Unides pel Manteniment de la Pau a Xipre (UNFICYP) durant sis mesos més fins al 31 de desembre de 1998.
El Govern de Xipre va tornar a acceptar la presència contínua de la UNFICYP a l'illa. Les tensions al llarg de la línia d'alto el foc es van mantenir fortes i hi va haver restriccions a la llibertat de moviment de la UNFICYP.
El mandat de la UNFICYP es va ampliar fins al 31 de desembre de 1998 i es va recordar a les autoritats de Xipre i Xipre del Nord que havien de garantir la seguretat del personal de la UNFICYP i posar fi a la violència contra ella. Es va instar a les autoritats militars d'ambdues parts a abstenir-se d'accions que podrien agreujar les tensions i que era important que Xipre adoptés les mesures proposades per la UNFICYP per reduir la tensió, cosa acceptada pel nord. També era preocupat per l'enfortiment de les armes militars al sud de Xipre i la manca de progrés en la disminució del nombre de tropes estrangeres. En aquest sentit, el Consell va instar a la República de Xipre a retallar les despeses de defensa i retirar tropes estrangeres, amb una visió general de la desmilitarització de tota l'illa.
El Consell de Seguretat va acollir amb beneplàcit la intenció de la UNFICYP d'aplicar el seu mandat humanitari. Es va instar a ambdues parts a reprendre els debats sobre qüestions de seguretat que havien començat al setembre de 1997.
Finalment, es va demanar al secretari general Kofi Annan que informés al Consell el 10 de desembre de 1998 sobre l'aplicació de la resolució actual. LaResolució 1179 adoptada el mateix dia va debatre de manera més profunda el procés de pau a l'illa.